# Liste des sénateurs de La Réunion
Cet article présente la liste des sénateurs élus à La Réunion.

## Troisième République
La Troisième République dure de 1870 à 1940.
| Début de mandat   | Fin de mandat    | Nom                           | Notes                                                                  |
| ----------------- | ---------------- | ----------------------------- | ---------------------------------------------------------------------- |
| 19 mars 1876      | 4 février 1882   | Alexandre Robinet de La Serve | Décédé en cours de mandat.                                             |
| 9 juillet 1882    | 5 juillet 1890   | Jean Milhet-Fontarabie        | Réélu le 1er mars 1885, décédé en cours de mandat.                     |
| 28 septembre 1890 | 18 octobre 1904  | Théodore Drouhet              | Réélu les 7 janvier 1894 et 4 janvier 1903, décédé en cours de mandat. |
| 8 janvier 1905    | 24 décembre 1905 | Louis Brunet                  | Décédé en cours de mandat.                                             |
| 25 mars 1906      | 12 juillet 1918  | Félix Crépin                  | Réélu le 7 janvier 1912, décédé en cours de mandat.                    |
| 18 janvier 1920   | 5 juin 1928      | Jules Auber                   | Réélu le 9 janvier 1921, décédé en cours de mandat                     |
| 19 août 1928      | 21 octobre 1945  | Léonus Bénard                 | Réélu les 14 janvier 1930 et 10 janvier 1939.                          |

## Quatrième République
La Quatrième République dure de 1946 à 1958.
| Début de mandat  | Fin de mandat   | Nom               | Notes                               |
| ---------------- | --------------- | ----------------- | ----------------------------------- |
| 15 décembre 1946 | 7 novembre 1948 | Adrien Barret     | Non réélu en 1948.                  |
| 15 décembre 1946 | 7 novembre 1948 | Fernand Colardeau | Non réélu en 1948.                  |
| 7 novembre 1948  | 18 juin 1955    | Jules Olivier     | Décédé le dernier jour du mandat.   |
| 7 novembre 1948  | 18 juin 1955    | Marcel Vauthier   | Non réélu en 1955.                  |
| 19 juin 1955     | 8 juin 1958     | Marcel Cerneau    | Non candidat en 1958.               |
| 19 juin 1955     | 26 avril 1959   | Georges Repiquet  | Réélu sénateur de la Ve République. |

## Cinquième République
La Cinquième République est en vigueur depuis 1958. La Réunion est représentée par deux sénateurs à partir de 1959, puis trois à partir 1983, et quatre depuis 2011.
| Début de mandat  | Fin de mandat     | Nom                  | Étiquette | Étiquette    | Notes |
| ---------------- | ----------------- | -------------------- | --------- | ------------ | --- |
| 26 avril 1959    | 2 octobre 1983    | Georges Repiquet     |           | UNR puis RPR | Ancien sénateur de la IVe République, réélu les 26 septembre 1965 et 22 septembre 1974. Non candidat en 1983. |
| 26 avril 1959    | 1er octobre 1974  | Paul-Alfred Isautier |           | RI           | Réélu le 26 septembre 1965. Non candidat en 1974.                                                             |
| 1er octobre 1974 | 1er octobre 1992  | Louis Virapoullé     |           | UDF-UC       | Réélu le 25 septembre 1983. Non réélu en 1992.                                                                |
| 1er octobre 1983 | 1er octobre 1992  | Albert Ramassamy     |           | PS           | Non réélu en 1992.                                                                                            |
| 1er octobre 1983 | 2 février 1987    | Paul Bénard          |           | RPR          | Décédé en cours de mandat.                                                                                    |
| 3 février 1987   | 1er juillet 1995  | Paul Moreau          |           | RPR          | Remplace Paul Bénard, décédé. Réélu le 27 septembre 1992, décédé en cours de mandat.                          |
| 2 juillet 1995   | 1er octobre 2001  | Edmond Lauret        |           | RPR          | Remplace Paul Moreau, décédé. Non réélu en 2001                                                               |
| 1er octobre 1992 | 16 février 1998   | Pierre Lagourgue     |           | UC           | Décédé en cours de mandat.                                                                                    |
| 17 février 1998  | 1er octobre 2001  | Lylian Payet         |           | DVG          | Remplace Pierre Lagourgue, décédé. Non candidat en 2001.                                                      |
| 1er octobre 1992 | 20 janvier 1996   | Éric Boyer           |           | RPR          | Démis de son mandat par le Conseil constitutionnel.                                                           |
| 15 avril 1996    | 19 juillet 2004   | Paul Vergès          |           | PCR          | Remplace Éric Boyer, démis de son mandat. Réélu le 23 septembre 2001, élu député européen en 2004.            |
| 24 février 2005  | 30 septembre 2011 | Gélita Hoarau        |           | PCR          | Remplace Paul Vergès, élu député européen. Non réélue en 2011.                                                |
| 1er octobre 2001 | 30 septembre 2011 | Anne-Marie Payet     |           | UC           | Non réélue en 2011.                                                                                           |
| 1er octobre 2001 | 30 septembre 2011 | Jean-Paul Virapoullé |           | UMP          | Non réélu en 2011.                                                                                            |
| 1er octobre 2011 | 30 juin 2014      | Jacqueline Farreyrol |           | UMP          | Démissionnaire en 2014.                                                                                       |
| 1er juillet 2014 | 1er octobre 2017  | Didier Robert        |           | UMP puis LR  | Remplace Jacqueline Farreyrol, démissionnaire. Non candidat en 2017.                                          |
| 1er octobre 2011 | 1er octobre 2017  | Michel Vergoz        |           | PS           | Non candidat en 2017.                                                                                         |
| 1er octobre 2011 | 1er octobre 2017  | Michel Fontaine      |           | UMP puis LR  | Non réélu en 2017.                                                                                            |
| 1er octobre 2011 | 12 novembre 2016  | Paul Vergès          |           | PCR          | Décédé en cours de mandat.                                                                                    |
| 12 novembre 2016 | 1er octobre 2017  | Gélita Hoarau        |           | PCR          | Remplace Paul Vergès, décédé. Non réélue en 2017.                                                             |
| 2 octobre 2017   | 1er octobre 2023  | Nassimah Dindar      |           | UDI-UC       | Non réélue en 2023.                                                                                           |
| 2 octobre 2017   | 1er octobre 2023  | Jean-Louis Lagourgue |           | UDI          | Non candidat en 2023.                                                                                         |
| 2 octobre 2017   | 1er octobre 2023  | Michel Dennemont     |           | PS puis LREM | Non candidat en 2023.                                                                                         |
| 2 octobre 2017   | –                 | Viviane Malet        |           | LR           | Réélue le 24 septembre 2023.                                                                                  |
| 2 octobre 2023   | –                 | Stéphane Fouassin    |           | UDI          | |
| 2 octobre 2023   | –                 | Audrey Bélim         |           | PS           | |
| 2 octobre 2023   | –                 | Évelyne Corbière     |           | PLR          | |